# San Pablo de la Moraleja
San Pablo de la Moraleja ist ein Ort und eine spanische Gemeinde mit 107 Einwohnern (Stand: 2024) im Süden der Provinz Valladolid der Region Kastilien-León. Neben dem Hauptort San Pablo de la Moraleja gehört die Wüstung Honquilana zur Gemeinde.

## Lage
San Pablo de la Moraleja liegt in der Iberischen Meseta ca. 58 km (Fahrtstrecke) südlich von Valladolid in einer Höhe von ca. 790 m. Durch die Gemeinde führt die Autovía A-6. Das Klima im Winter ist kalt, aber nur selten frostig, im Sommer dagegen warm bis heiß; der spärliche Regen (ca. 446 mm/Jahr) fällt verteilt übers ganze Jahr.

## Bevölkerungsentwicklung
| Jahr      | 1970 | 1981 | 1991 | 2001 | 2011 | 2021 |
| Einwohner | 298  | 237  | 195  | 175  | 137  | 108  |

Der kontinuierliche Bevölkerungsrückgang in der zweiten Hälfte des 20. Jahrhunderts ist im Wesentlichen auf die Mechanisierung der Landwirtschaft und den damit einhergehenden Verlust an Arbeitsplätzen zurückzuführen.

## Sehenswürdigkeiten
- Ruine der alten Pauluskirche (Iglesia de San Pablo Apóstol)
- (neue) Pauluskirche

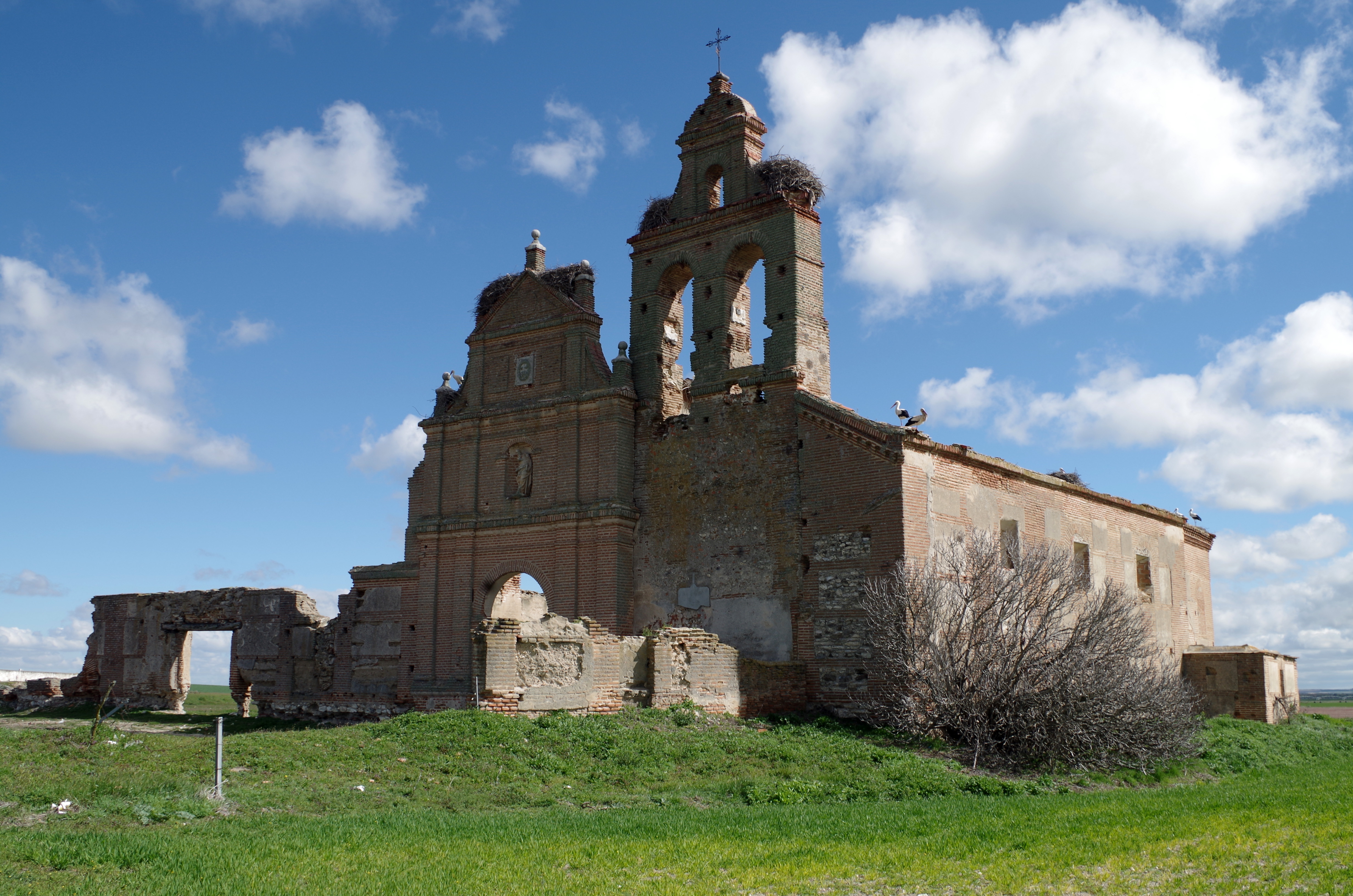
Ruine der Pauluskirche
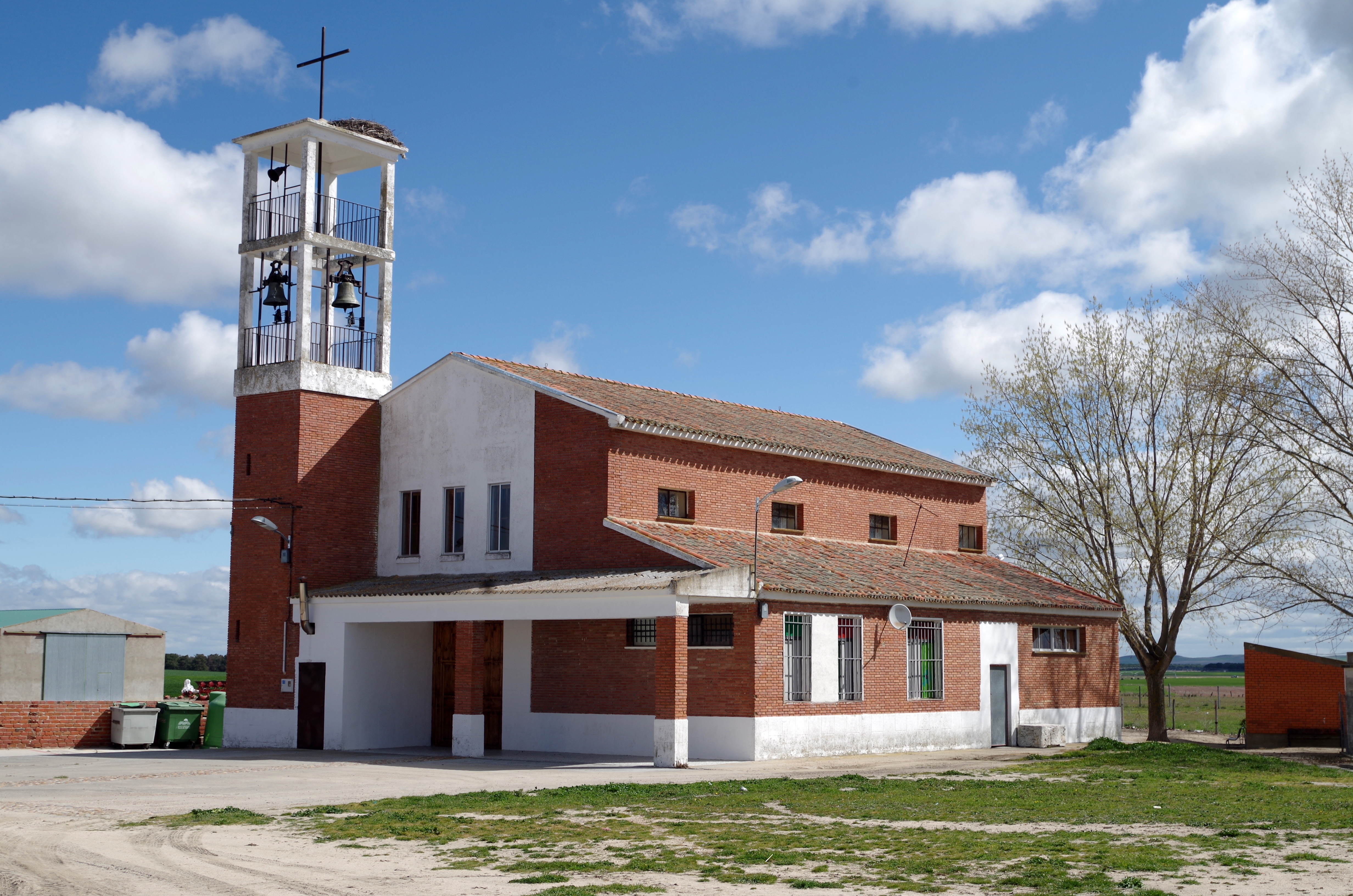
Pauluskirche